# رضا عنتر

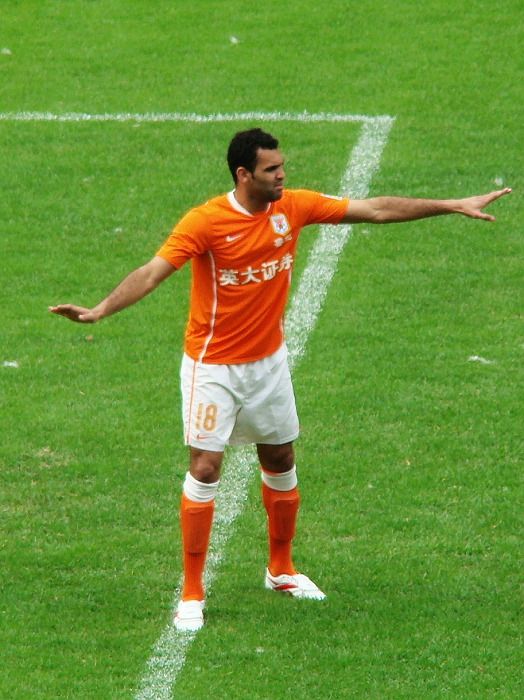
رضا عنتر مع نادي شاندونغ لونينغ الصيني عام 2009

رضا عنتر، من مواليد 12 نوفمبر 1980 في فري تاون في سيراليون، لاعب كرة قدم لبناني سابق.
بدأ مسيرته الكروية مع نادي التضامن صور في عام 1998، ولعب معهم حتى عام 2001، وفي عام 2001 انتقل إلى نادي هامبورغ الألماني، ولعب معهم حتى عام 2003، وشارك معهم في 23 مباراة وسجل هدفين، وفي عام 2003 انتقل إلى نادي فرايبورغ الألماني، ولعب معهم حتى عام 2007، وشارك معهم في 98 مباراة وسجل 26 هدف، ثم انتقل إلى إف سي كولن ولعب معه حتى عام 2009.
لعب مع منتخب لبنان لكرة القدم حتى عام 2016 وشارك معه في بطولة كأس آسيا 2000 التي أُقيمت في لبنان.
بعد اعتزاله اللعب مع منتخب لبنان لكرة القدم بدء في 2017 بتدريب نادي الراسينغ بيروت.
مثل عنتر لبنان في كأس الأمم العربية عام 1998، وبطولة الاتحاد الدولي لكرة القدم لعام 2000، وكأس آسيا 2000 للاتحاد الآسيوي لكرة القدم، وكأس الأمم العربية 2002، وكذلك في بطولة كأس العالم لكرة القدم لعام 2012. كما شارك في التصفيات المؤهلة إلى بطولات كأس العالم فيفا 2002 و 2006 و 2010 و 2014 و 2018.

## العمل بالأندية

### نادي التضامن صور
بدأ عنتر مع شقيقه الأكبر فيصل عنتر مسيرته مع فريق كرة القدم اللبناني التضامن صور، حيث تقدم من خلال نظام شبابه إلى تشكيلة الفريق الأول. لأول مرة في سن 17 خلال موسم 1998-1999، وسجل هدفه الأول في أبريل في الدقيقة 27 من الفوز 3-1 على أرضه ضد الصفا. سجل عنتر هدفه الأول في موسم 1999-2000 في الجولة الرابعة بالتعادل 2-2 ضد فريق حكمة في أكتوبر. سجل أربعة أهداف في الدوري الموسمي، حيث دخل تضامن صور في مركز الوصيف في كأس الاتحاد اللبناني.سجل عنتر أول أهدافه لموسم 2000-2001، وهما هدفان، بعد فوزه بنتيجة 4-1 على الأنصار في 10 يناير. أنهى عنتر موسم 2000-2001 بعد أن سجل ستة أهداف في الدوري.

### ليون لهامبورج
نظرا لأداء عنتر خلال التصفيات المؤهلة لنهائيات كأس العالم لكرة القدم عام 2002 في عام 2001، ساعده ثيو بوكير، مدرب المنتخب الوطني في لبنان، في النقل لدوري الدرجة الأولى الألماني في هامبورغ، على سبيل الإعارة من نادي كرة القدم اللبناني التضامن صور. ظهر عنتر لأول مرة في موسم البوندسليجا 2001-2002 في تعادل 1-1 أمام فريق ميونيخ في 11 أغسطس، حيث تم استبدال عنتر على أرض الملعب بإريك ماير في الدقيقة 86. سجل عنتر هدفه الأول في الدوري الألماني في الفوز 3-1 على أرضه ضد فريق نورنبرغ في 2 مارس.
خلال فترة إقامته في النادي لمدة عامين، طالب هامبورغ بكأس الدوري الألماني لعام 2003، بعد أن فشل في فرض نفسه مع المنتخب الألماني الشمالي، بالانتقال الحر إلى فرايبورغ.

### فرايبورغ
تم إحضار عنتر إلى فرايبورغ بواسطة مدرب الفريق الأول فولكر فينك لموسم 2003-2004. بعد إصابة خطيرة، ظهر عنتر في نهاية المطاف في ديسمبر 2003 عندما سجل ثلاثية في الفوز على بوخوم 4-2. وبالتالي تمت الإشارة إليه على أنه «إله كرة القدم» من قبل مؤيدي فرايبورغ. خلال الفترة التي قضاها في فرايبورغ، تم نقل يوسف محمد، الذي كان زميلًا لفريق رودا الدولي، إلى النادي.

## قائمة الأهداف
| رقم الهدف | التاريخ        | المكان                                | المنافس                  | الهدف | النتيجة النهائية | المنافسة                             | مراجع |
| --------- | -------------- | ------------------------------------- | ------------------------ | ----- | ---------------- | ------------------------------------ | ----- |
| 1         | 25 مايو 2000   | ستاد الملك عبد الله الثاني، عمان      | قرغيزستان                | 2–0   | 2–0              | بطولة اتحاد غرب آسيا لكرة القدم 2000 | [ 9 ] |
| 2         | 25 يونيو 2000  | ملعب طرابلس البلدي، طرابلس            | الكويت                   | 2–1   | 3–1              | مباراة ودية                          | [ 9 ] |
| 3         | 8 أغسطس 2000   | ملعب مدينة كميل شمعون الرياضية، بيروت | عمان                     | 1–1   | 1–2              | مباراة ودية                          | [ 9 ] |
| 4         | 25 أبريل 2001  | ملعب طرابلس البلدي، طرابلس            | الفلبين                  | 1–0   | 3–0              | مباراة ودية                          | [ 9 ] |
| 5         | 15 مايو 2001   | ملعب بيروت البلدي، بيروت              | سريلانكا                 | 1–0   | 4–0              | تصفيات كأس العالم 2002               | [ 9 ] |
| 6         | 15 مايو 2001   | ملعب بيروت البلدي، بيروت              | سريلانكا                 | 2–0   | 4–0              | تصفيات كأس العالم 2002               | [ 9 ] |
| 7         | 17 مايو 2001   | ملعب بيروت البلدي، بيروت              | تايلاند                  | 1–0   | 1–2              | تصفيات كأس العالم 2002               | [ 9 ] |
| 8         | 26 مايو 2001   | الملعب الوطني، بانكوك                 | باكستان                  | 3–1   | 8–1              | تصفيات كأس العالم 2002               | [ 9 ] |
| 9         | 26 مايو 2001   | الملعب الوطني، بانكوك                 | باكستان                  | 4–1   | 8–1              | تصفيات كأس العالم 2002               | [ 9 ] |
| 10        | 24 ديسمبر 2002 | استاد الصداقة والسلام، مدينة الكويت   | اليمن                    | 1–0   | 4–2              | كأس العرب 2002                       | [ 9 ] |
| 11        | 24 ديسمبر 2002 | استاد الصداقة والسلام، مدينة الكويت   | اليمن                    | 2–1   | 4–2              | كأس العرب 2002                       | [ 9 ] |
| 12        | 24 ديسمبر 2002 | استاد الصداقة والسلام، مدينة الكويت   | اليمن                    | 3–1   | 4–2              | كأس العرب 2002                       | [ 9 ] |
| 13        | 31 ديسمبر 2004 | ملعب تيين ترونغ، نام دينه             | فيتنام                   | 1–0   | 2–0              | تصفيات كأس العالم 2006               | [ 9 ] |
| 14        | 9 يونيو 2004   | ملعب بيروت البلدي، بيروت              | المالديف                 | 2–0   | 3–0              | تصفيات كأس العالم 2006               | [ 9 ] |
| 15        | 8 سبتمبر 2004  | ملعب راسمي داندو، ماليه               | المالديف                 | 5–0   | 5–2              | تصفيات كأس العالم 2006               | [ 9 ] |
| 16        | 8 أكتوبر 2007  | ملعب صيدا الدولي، صيدا                | الهند                    | 1–1   | 4–1              | تصفيات كأس العالم 2010               | [ 9 ] |
| 17        | 6 سبتمبر 2011  | ملعب مدينة كميل شمعون الرياضية، بيروت | الإمارات العربية المتحدة | 3–1   | 3–1              | تصفيات كأس العالم 2014               | [ 9 ] |
| 18        | 11 سبتمبر 2011 | ملعب مدينة كميل شمعون الرياضية، بيروت | إيران                    | 1–0   | 1–0              | تصفيات كأس العالم 2014               | [ 9 ] |
| 19        | 5 مارس 2014    | ملعب راجامانغالا، بانكوك              | تايلاند                  | 5–1   | 5–2              | تصفيات كأس آسيا 2015                 | [ 9 ] |
| 20        | 12 نوفمبر 2015 | ملعب صيدا الدولي، صيدا                | لاوس                     | 2–0   | 7–0              | تصفيات كأس العالم 2018               | [ 9 ] |

## روابط خارجية
- رضا عنتر على موقع قاعدة بيانات كرة القدم.إي يو (الإنجليزية)
- رضا عنتر على موقع بيانات كرة القدم. دي إي (الألمانية)
- رضا عنتر على موقع ناشيونال فوتبول تيمز (الإنجليزية)
- رضا عنتر على موقع Soccerway.com (الإنجليزية)
- رضا عنتر على موقع عالم كرة القدم.نت (الإنجليزية)
- رضا عنتر على موقع كووورة